# Marlon Góes
Marlon Góes dos Santos (Feira de Santana, na Bahia, 23 de janeiro de 1993), mais conhecido como Marlon Góes, é um cantor, compositor e produtor musical. Atualmente, ele é conhecido como cantor oficial do Palmeiras, compondo músicas de grande sucesso entre os jogadores e a torcida. 

## Carreira artística

### 2011-2014: Kole i Pan
Em 2012 o cantor ganhou o prêmio de revelação da micareta de Feira de Santana com a banda kole i pan. 

### 2015-2017: Top da Galáxia
no final de 2015 a dupla Henrique e Juliano convidou o artista para cantar juntos o feat "Farra, Ate você voltar , Vida mais ou Menos" em show realizado na cidade de Feira de Santana.

### 2017-2018: Carreira Solo
Em 2017 anunciou carreira solo com projeto "Marlon Goes o Top da Galáxia" e gravou o single "Descarado" com part.especial de  Tays Reis Ex Banda Vingadora e ex-reality A Fazenda e também gravou o Single "a culpa é da cachaça" com participação de Neto Lx do sucesso "Gordinho Gostoso".

### 2018-2019: Baila dance
No Carnaval de 2019 o artista puxou o trio com a banda de lambada Baila Dance no circuito barra-ondina em Salvador(BA).

### 2019-presente: carreira solo
Hoje o artista é conhecido como cantor oficial do Palmeiras, tendo gravado nos últimos anos vários hits de sucesso que caíram no gosto da torcida e dos jogadores do time Alviverde, entre as músicas de maiores sucesso estão: 
"Meu Palmeiras é bicampeão da Libertadores", "É tetra da copa do brasil", "Hit do Abel Ferreira", "É gol do rony" e "Cala a boca secador".